# Kibatalia
Kibatalia es un género de plantas con flores con 15 especies perteneciente a la familia Apocynaceae. Son nativos del sudeste de  Asia con una especie en China.

## Descripción
Es un arbusto o pequeño árbol con hojas opuestas y las inflorescencias en cimas axilares, casi como umbelas y con corto pedúnculo.

## Taxonomía
El género fue descrito por George Don y publicado en A General History of the Dichlamydeous Plants 4: 70, 86. 1837.

## Especies
- Kibatalia borneensis, (Stapf) Merr.
- Kibatalia elmeri, Woodson
- Kibatalia gitingensis, (Elmer) Woodson
- Kibatalia longifolia, Merr.
- Kibatalia macgregori, (Elmer) Woodson
- Kibatalia merrilliana, Woodson
- Kibatalia puberula, Merr.
- Kibatalia stenopetala, Merr.
- Kibatalia villosa, Rudjiman
- Kibatalia wigmani, (Koord.) Merr